# Volta ao Alentejo 2013
La Volta ao Alentejo 2013, trentunesima edizione della corsa, valevole come prova del circuito UCI Europe Tour 2013 categoria 2.2, si svolse in cinque tappe dal 20 al 24 marzo 2013 per un percorso totale di 807,7 km, con partenza da Castelo de Vide ed arrivo a Santiago do Cacém. La vittoria fu appannaggio del belga Jasper Stuyven, il quale completò il percorso in 19h30'47" alla media di 41,350 km/h.
Al traguardo di Santiago do Cacém 101 ciclisti completarono la volta.

## Tappe
| Tappa  | Data     | Percorso                                     | km    | Vincitore di tappa        | Leader cl. generale    |
| ------ | -------- | -------------------------------------------- | ----- | ------------------------- | ---------------------- |
| 1ª     | 20 marzo | Castelo de Vide > Marvão                     | 167   | Daniel Eduardo Moreira    | Daniel Eduardo Moreira |
| 2ª     | 21 marzo | Sousel > Portel                              | 172,1 | Jasper Stuyven            | Jasper Stuyven         |
| 3ª     | 22 marzo | Vidigueira > Mértola                         | 179,9 | Ken Hanson                | Jasper Stuyven         |
| 4ª     | 23 marzo | Ourique > Odemira                            | 153,3 | Tom Zirbel                | Jasper Stuyven         |
| 5ª     | 24 marzo | Vila Nova de Santo André > Santiago do Cacém | 135,4 | Antonio Ferreira Carvalho | Jasper Stuyven         |
| Totale | Totale   | Totale                                       | 807,7 |                           |                        |

## Squadre partecipanti
| N. | Cod. | Squadra                           |
| -- | ---- | --------------------------------- |
|    | OFM  | OFM-Quinta da Lixa                |
|    | ETI  | Etixx-Ihned                       |
|    | EUK  | Euskadi                           |
|    | BLS  | Bontrager Cycling Team            |
|    | EFG  | Efapel-Glassdrive                 |
|    | LAR  | LA Aluminios-Antarte              |
|    | LDD  | Louletano-Dunas Douradas          |
|    | OPM  | Optum by Kelly Benefit Strategies |

| N. | Cod. | Squadra                           |
| -- | ---- | --------------------------------- |
|    | RIJ  | Cyclingteam De Rijke-Shanks       |
|    |      | Anicolor                          |
|    | PRT  | Carmim-Tavira                     |
|    | RB3  | Rabobank Development Team         |
|    |      | Liberty Seguros-Santa Maria Feira |
|    | BGZ  | Bank BGZ                          |
|    | BOA  | Radio Popular-Onda                |
|    |      | Maia-Bicicletas Andrade           |

## Dettagli delle tappe

### 1ª tappa
- 20 marzo: Castelo de Vide > Marvão – 167 km

Risultati
| Pos. | Corridore             | Squadra       | Tempo    |
| ---- | --------------------- | ------------- | -------- |
| 1    | Daniel Eduardo Silva  | Radio Popular | 4h08'16" |
| 2    | Karel Hník            | Etixx-Ihned   | a 2"     |
| 3    | Eduard Prades Reverte | OFM-Quinta    | s.t.     |

| Pos. | Corridore             | Squadra       | Tempo    |
| ---- | --------------------- | ------------- | -------- |
| 1    | Daniel Eduardo Silva  | Radio Popular | 4h08'06" |
| 2    | Karel Hník            | Etixx-Ihned   | a 6"     |
| 3    | Eduard Prades Reverte | OFM-Quinta    | a 8"     |

### 2ª tappa
- 21 marzo: Sousel > Portel – 172,1 km

Risultati
| Pos. | Corridore      | Squadra   | Tempo    |
| ---- | -------------- | --------- | -------- |
| 1    | Jasper Stuyven | Bontrager | 4h08'19" |
| 2    | Chad Haga      | Optum     | s.t.     |
| 3    | Carlos Oyarzún | Louletano | s.t.     |

| Pos. | Corridore        | Squadra    | Tempo    |
| ---- | ---------------- | ---------- | -------- |
| 1    | Jasper Stuyven   | Bontrager  | 8h16'20" |
| 2    | Chad Haga        | Optum      | a 11"    |
| 3    | Alejandro Marque | OFM-Quinta | a 16"    |

### 3ª tappa
- 22 marzo: Vidigueira > Mértola – 179,9 km

Risultati
| Pos. | Corridore      | Squadra       | Tempo    |
| ---- | -------------- | ------------- | -------- |
| 1    | Ken Hanson     | Optum         | 4h15'23" |
| 2    | Filipe Cardoso | Efapel        | s.t.     |
| 3    | Bruno Sancho   | Carmim-Tavira | s.t.     |

| Pos. | Corridore        | Squadra    | Tempo     |
| ---- | ---------------- | ---------- | --------- |
| 1    | Jasper Stuyven   | Bontrager  | 12h31'43" |
| 2    | Chad Haga        | Optum      | a 14"     |
| 3    | Alejandro Marque | OFM-Quinta | a 19"     |

### 4ª tappa
- 23 marzo: Ourique > Odemira – 153,3 km

Risultati
| Pos. | Corridore       | Squadra       | Tempo    |
| ---- | --------------- | ------------- | -------- |
| 1    | Tom Zirbel      | Optum         | 3h39'11" |
| 2    | Scott Zwizanski | Optum         | a 9"     |
| 3    | Diogo Nunes     | Carmim-Tavira | a 14"    |

| Pos. | Corridore        | Squadra    | Tempo     |
| ---- | ---------------- | ---------- | --------- |
| 1    | Jasper Stuyven   | Bontrager  | 16h11'22" |
| 2    | Chad Haga        | Optum      | a 18"     |
| 3    | Alejandro Marque | OFM-Quinta | a 23"     |

### 5ª tappa
- 24 marzo: Vila Nova de Santo André > Santiago do Cacém – 135,4 km

Risultati
| Pos. | Corridore        | Squadra      | Tempo    |
| ---- | ---------------- | ------------ | -------- |
| 1    | Antonio Ferreira | LA Aluminios | 3h19'26" |
| 2    | Chad Haga        | Optum        | s.t.     |
| 3    | Delio Fernández  | OFM-Quinta   | a 2"     |

| Pos. | Corridore        | Squadra    | Tempo     |
| ---- | ---------------- | ---------- | --------- |
| 1    | Jasper Stuyven   | Bontrager  | 19h30'47" |
| 2    | Chad Haga        | Optum      | a 10"     |
| 3    | Alejandro Marque | OFM-Quinta | a 29"     |

## Classifiche finali

### Classifica generale
| Pos. | Corridore        | Squadra      | Tempo     |
| ---- | ---------------- | ------------ | --------- |
| 1    | Jasper Stuyven   | Bontrager    | 19h30'47" |
| 2    | Chad Haga        | Optum        | a 10"     |
| 3    | Alejandro Marque | OFM-Quinta   | a 29"     |
| 4    | Delio Fernández  | OFM-Quinta   | a 52"     |
| 5    | Carlos Oyarzún   | Louletano    | a 1'12"   |
| 6    | Dieter Bouvry    | Etixx-Ihned  | a 1'19"   |
| 7    | Filipe Cardoso   | Efapel       | a 1'20"   |
| 8    | Nikolaj Trusov   | De Rijke-Sh. | a 1'34"   |
| 9    | Carlos Barbero   | Euskadi      | a 1'36"   |
| 10   | Antonio Carvalho | LA Aluminios | a 1'41"   |

### Classifica a punti
| Pos. | Corridore        | Squadra      | Punti |
| ---- | ---------------- | ------------ | ----- |
| 1    | Jasper Stuyven   | Bontrager    | 75    |
| 2    | Chad Haga        | Optum        | 56    |
| 3    | Nikolaj Trusov   | De Rijke-Sh. | 30    |
| 4    | Filipe Cardoso   | Efapel       | 30    |
| 5    | Alejandro Marque | OFM-Quinta   | 26    |

### Classifica scalatori
| Pos. | Corridore            | Squadra       | Punti |
| ---- | -------------------- | ------------- | ----- |
| 1    | Karel Hník           | Etixx-Ihned   | 20    |
| 2    | Daniel Eduardo Silva | Radio Popular | 18    |
| 3    | Alejandro Marque     | OFM-Quinta    | 7     |
| 4    | Chad Haga            | Optum         | 7     |
| 5    | Eduard Prades        | OFM-Quinta    | 7     |

### Classifica giovani
| Pos. | Corridore      | Squadra     | Tempo     |
| ---- | -------------- | ----------- | --------- |
| 1    | Jasper Stuyven | Bontrager   | 19h30'47" |
| 2    | Dieter Bouvry  | Etixx-Ihned | a 1'19"   |
| 3    | Carlos Barbero | Euskadi     | a 1'36"   |
| 4    | Patrick Konrad | Etixx-Ihned | a 1'48"   |
| 5    | Tanner Putt    | Bontrager   | a 2'16"   |

### Classifica a squadre
| Pos. | Squadra            | Tempo     |
| ---- | ------------------ | --------- |
| 1    | OFM-Quinta da Lixa | 58h34'30" |
| 2    | Etixx-Ihned        | a 34"     |
| 3    | Euskadi            | a 3'43"   |
| 4    | Bontrager          | a 3'57"   |
| 5    | Efapel-Glassdrive  | a 3'59"   |